# Frontera (Tabasco)
Frontera es una ciudad mexicana situada en el estado de Tabasco, cabecera del municipio de Centla. Es uno de los dos puertos más importantes del área, pues cuenta con tráfico marítimo y comercial, además del atractivo turístico de los paisajes: es allí donde el río Grijalva se junta con el mar. 
Representa el polo pesquero más importante del estado; se explotan especies como róbalo, mojarra y, sobre todo, camarón, que se exporta a diversos países. Se encuentra 78 kilómetros al noreste de la ciudad de Villahermosa, la capital del estado. La carretera federal 180 Villahermosa-Ciudad del Carmen atraviesa la ciudad, únicamente dos kilómetros después de cruzar el Puente Frontera, sobre el río. En 2023 recibe la denominación como uno de los 177 Pueblos Mágicos que existen en México.

## Toponimia
El nombre original de la población cuando fue fundada por el presbítero Tomás Helguera fue San Fernando de la Frontera, en alusión al Rey de España Fernando VII. Tiempo después fue renombrado a San Fernando de la Victoria, en recuerdo de la desaparecida Villa de Santa María de la Victoria. Posteriormente, el 25 de noviembre de 1826 se le dio a la población el nombre de villa y puerto de Guadalupe de la Frontera, en honor a Guadalupe Victoria, primer presidente de México. Más tarde, el 25 de julio de 1928, se le denominó ciudad y puerto Álvaro Obregón, y el 11 de julio de 1947 se le restituyó el nombre de Frontera.

## Escudo

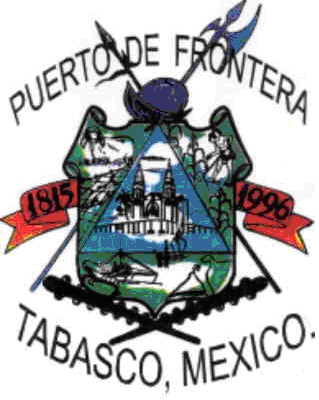
Escudo del Puerto de Frontera

El escudo corresponde a la cabecera municipal, el puerto de Frontera, consiste en un campo verde, un triángulo equilátero en el centro que divide y forma los espacios, teniendo al lado superior izquierdo un bovino que representa la ganadería; a lado derecho, fuera del triángulo, un indígena en un maizal parado en acción de sembrar; corresponde a la etimología de Centla.- En la parte inferior izquierda un camarón, un pez y un barco pesquero.- A lado derecho, un croquis de la desembocadura del río al mar y el canal lateral.
Dentro del triángulo, la iglesia de Santa María de Guadalupe, el puente de Frontera que cruza el río Grijalva; navegando sobre este, un barco mercante y una plataforma marina de perforación petrolera; pasando por atrás, pero mostrando los extremos una lanza y un hacha representando las formas españolas; al centro arriba y fuera del campo del escudo, un casco de soldado español y en la parte de abajo del escudo dos mazos significando armas nativas; un listón amarillo pasa por detrás y en el extremo izquierdo la fecha de 1815 que corresponde al año de la fundación de San Fernando de la Victoria, hoy Frontera; y en el extremo derecho 1996 fecha del escudo; alrededor la leyenda “Puerto de Frontera, Tabasco, México”.

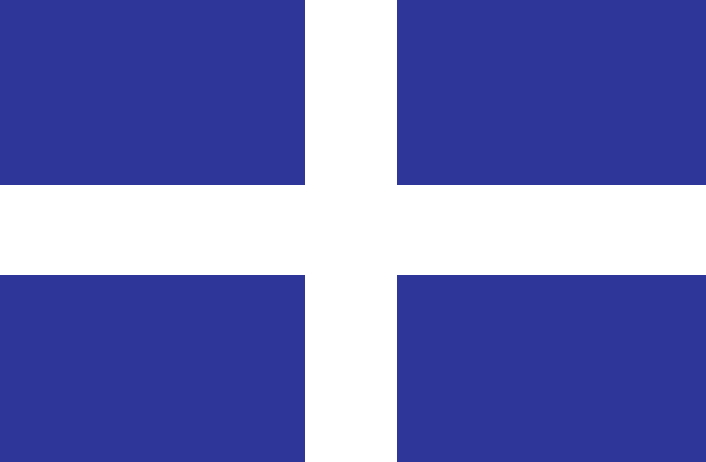
Bandera del Puerto de Frontera, utilizada desde 1929 principalmente para distinguir los barcos que tenían su base en este puerto.

## Historia
La primera ocupación humana en esta región, al parecer ocurre en el periodo Formativo, alrededor del año 400 a. C. Alrededor del año 650 d. C., ocurre  un periodo de auge por parte de grupos hablantes de maya chontal. Se trata en su mayoría de asentamientos administrativos y domésticos dispersos que se localizaban en la zona del sistema de camellones litorales. Los poblados más extensos estaban organizados en plazas, con la presencia de plataformas piramidales y edificios habitacionales todos construidos con tierra apisonada, que alcanzaron una superficie de hasta 63.5ha. El principal asentamiento maya chontal de esta región fue Potonchan, que se ubicaba próximo al punto de intersección del arroyo El Trapiche con el Grijalva, y que en gran medida fue destruido por la construcción de la carretera federal. 
La arquitectura de estos sitios es de tierra compactada debido a la ausencia de otro material para construcción, dado que las condiciones de esta región que se trata de una planicie formada por los sedimentos aluviales.
La mayoría de los asentamientos prehispánicos desplantan sobre elevaciones naturales características de la región; estas topoformas se conocen como camellones litorales. Los camellones litorales son topoformas que se forman en sistemas costeros en los cuales está presente una corriente de agua que va arrastrando sedimentos a través de todo su cauce y al momento de desembocar en el mar, los deposita en la franja costera, Mediante este proceso los sedimentos depositados van acumulándose a lo largo de la línea costera, formando dunas alargadas, a modo de cordones o camellones. Los asentamientos humanos se encontraban en las crestas de estos camellones como área naturales que permanecían fuera del agua la mayor parte del año.
Debieron poseer una economía mixta de recolección de productos lacustres, pesca y agricultura.
El poblamiento del territorio que hoy es este municipio debió iniciarse a partir de la decadencia de las grandes urbes mayas (siglos IX-X) que florecieron en Comalcalco, Palenque, Reforma, Pomoná y Tortuguero, principalmente.
A la llegada de los españoles en 1518 además de los mayas chontales que mantenían el control del territorio delimitado por los ríos Usumacinta, San Pedro Mártir y Candelaria (al que llamaban Acalán), ya se habían infiltrado en la región grupos provenientes de la meseta central de México, principalmente los mexicas que, sobre la base de su poderío militar se habían logrado apoderar de sitios estratégicos en la costa del Golfo de México como la barra de Santa Ana (donde fundaron la población de Ahualulco o Ayahualulco), Cimatán (en Cunduacán) y Xicalango, este último en la desembocadura del río San Pedro y San Pablo (actual línea divisoria entre los estados de Tabasco y Campeche), desde donde controlaban las actividades en el golfo de México y la Laguna de Términos.

### Expedición de Juan de Grijalva

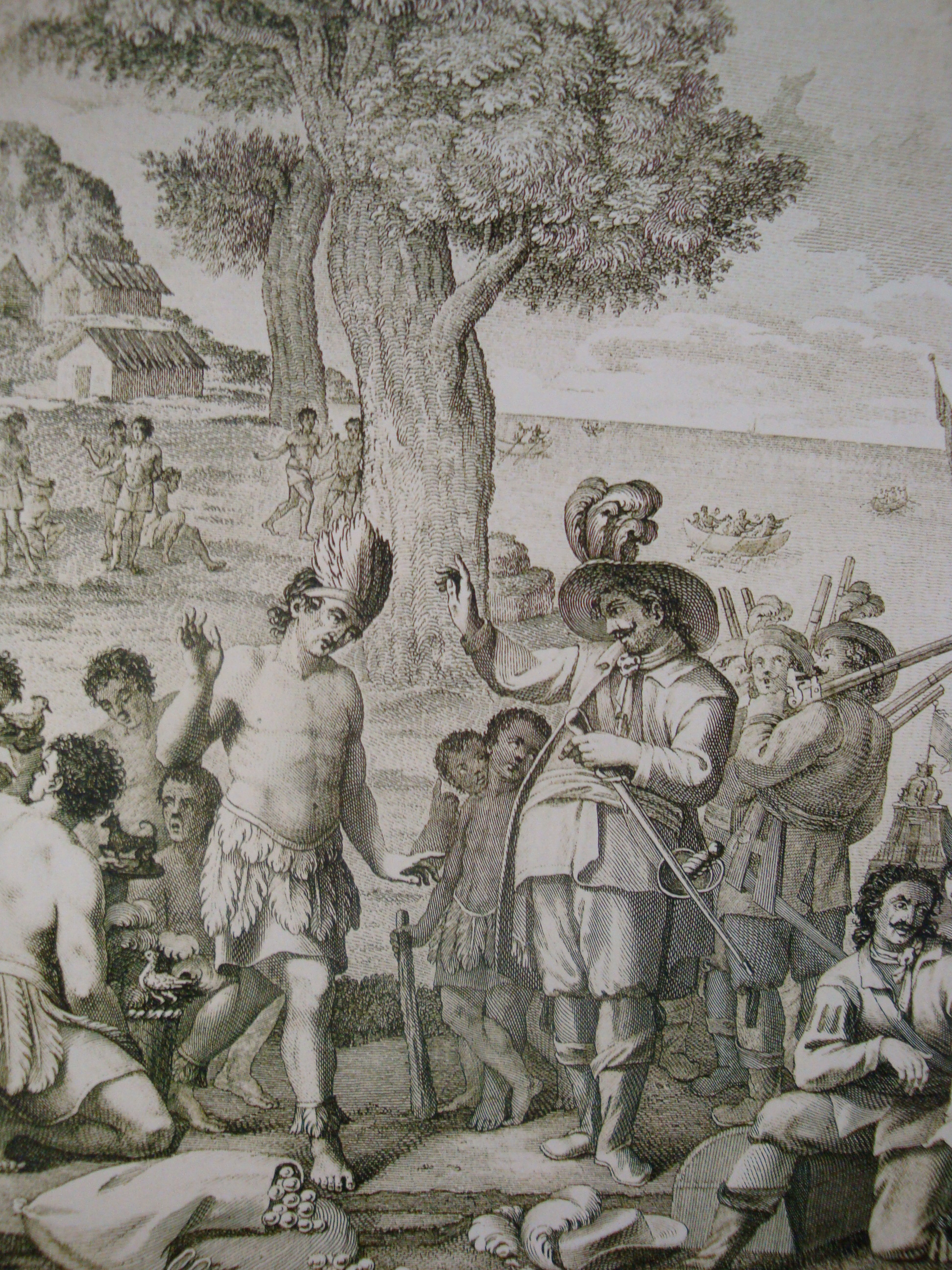
Encuentro entre Juan de Grijalva y Tabscoob en Potonchán, frente al puerto de Frontera.

En efecto, el 8 de junio de 1518 el capitán Juan de Grijalva llegó a la desembocadura del río de Tabasco al que, según la costumbre, se bautizó con su nombre por ser su descubridor.
Dos de los navíos de Grijalva de menor calado se internaron por el río hasta llegar a una punta donde fueron recibidos con hostilidad por los nativos que le conminaban a alejarse. Las cosas no pasaron a más, gracias a la intervención de Jaramillo y Melchorejo, un par de indios yucatecos que habían sido capturados en Cabo Catoche durante la primera expedición española (1517), y a los que se les había obligado a aprender el castellano para que sirvieran de intérpretes.
El soldado cronista de la conquista de México, Bernal Díaz del Castillo, relata que luego de que cesaron las hostilidades, Juan de Grijalva se entrevistó con el cacique llamado Tabscoob, quien se hizo entender con señas y vocablos, e intercambiaron presentes. Satisfechas ambas partes, los españoles se despidieron de Tabasco el 10 de junio. El sitio del encuentro Grijalva-Tabscoob, se realizó en la población indígena de Potonchán que estaba ubicada en frente del actual puerto de Frontera.

### Expedición de Hernán Cortés
El 22 de marzo de 1519, llegó a la desembocadura del río Grijalva el capitán español Hernán Cortés Pizarro y siguiendo la ruta tomada por la expedición anterior, se adentró por el río con sus embarcaciones de menor calado. Pese a la creciente hostilidad de los nativos, Cortés no dejaba de insistir en que lo dejasen desembarcar, su intención sin duda era la de averiguar de dónde provenía el oro que en pequeñas piezas los tabasqueños habían dado a Grijalva.
El esfuerzo de los intérpretes, entre ellos Jerónimo de Aguilar -un náufrago español que había sobrevivido varios años como esclavo entre los mayas yucatecos- fue inútil.
Los tabasqueños respondieron con una lluvia de piedras, palos y flechas, obligando a los españoles a tirarse al río para buscar refugio en la orilla contraria, ahí Cortés quedó atascado siendo salvado milagrosamente por uno de los suyos. El ataque de los tabasqueños fue interrumpido sorpresivamente por un grupo de españoles que aparecieron en la retaguardia indígena y que habían sido enviados por Cortés para inspeccionar un camino que iba desde la punta de los palmares a la población.
Al final, los españoles se impusieron, se apoderaron del poblado y tomaron varios rehenes con los que enviaron mensajes al cacique Tabscoob. En ese poblado Cortés desembarcó los caballos y la artillería, y se dispuso con toda la tenacidad que le caracterizaba, a someter al cacique de Tabasco que, alentado por el indio Melchorejo, no cedía. Este lengua o intérprete de los españoles había huido la primera noche que Cortés estuvo en tierras tabasqueñas, buscó la protección de los nativos y les incitó a la guerra.
Los españoles urgidos de alimentos organizaron grupos de reconocimiento de la zona, pero indistintamente fueron atacados pereciendo dos de ellos. Ante esto, Cortés que había advertido la superioridad bélica hispana, decidió darles la batalla.

#### Batalla de Centla

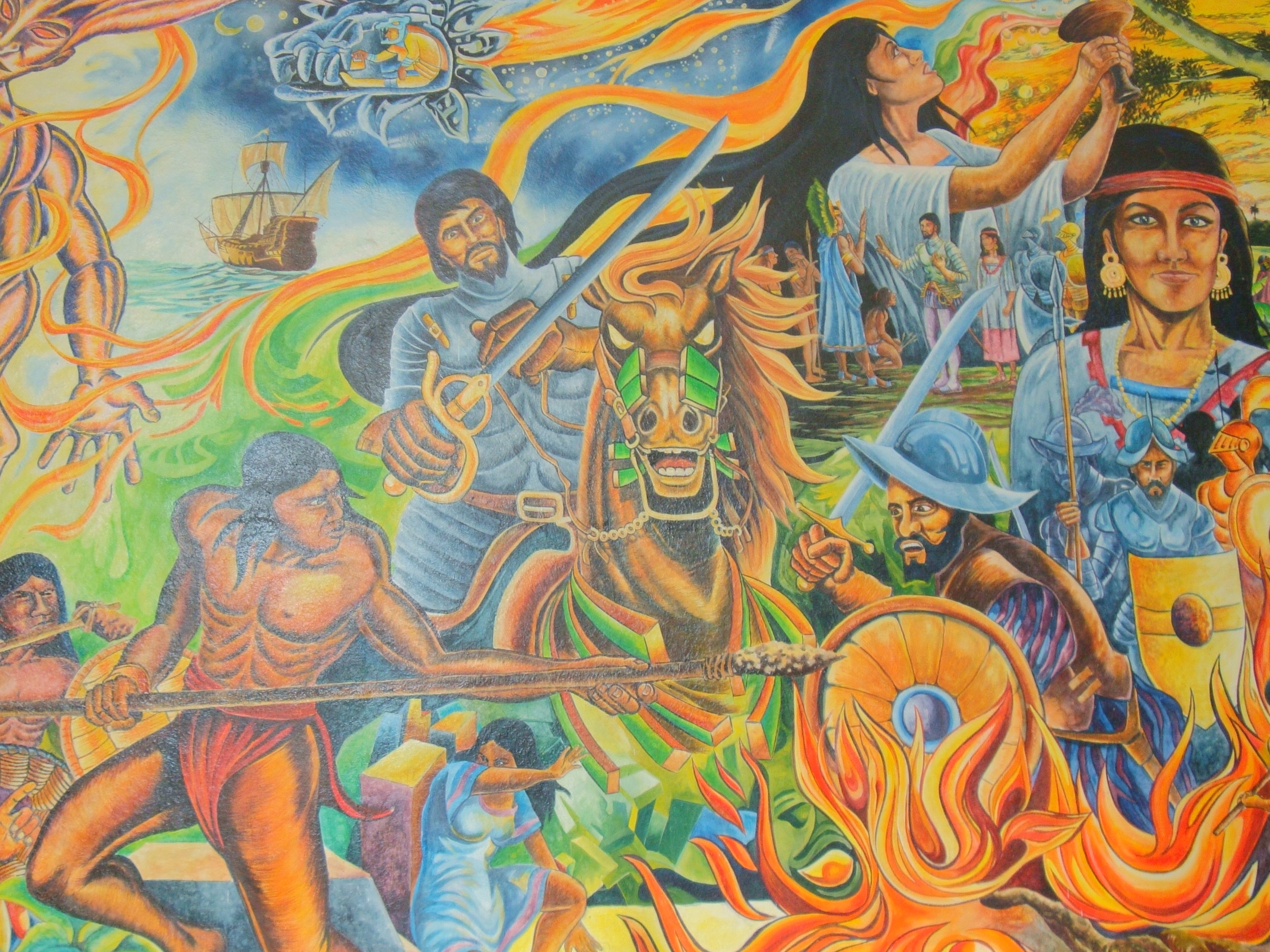
Batalla de Centla, en donde participó por primera vez el caballo en una guerra en América.

Al amanecer del 24 de marzo de 1519 los españoles se formaron en la plaza del pueblo de Potonchán y lista la caballería, arcabuceros, lanceros y artilleros, todos armados con espadas y protegidos con cascos y armaduras, se dirigieron al encuentro de los indios. Eran poco más de 400 hombres. Al llegar a una extensa llanura cultivada de maíz que se nombraba Cintla, divisaron a lo lejos el ejército nativo: ocho columnas de cinco mil hombres cada una, ataviados con penachos, sus cuerpos totalmente pintados de negro, blanco, amarillo, verde, rojos, o envinados de achiote; portaban rodelas, hondas, flechas, cachiporras, pichas o macanas; tocaban caracoles, chirimías, conchas de tortugas percutidas con astas de venado, produciendo todo esto y la gritería, un ruido ensordecedor e imponente.
El choque fue brutal, pero al final se impuso la superioridad bélica de los españoles, las armas de fuego, los cañones y los caballos fueron determinantes para el triunfo. Los hispanos tuvieron más de 60 heridos y 2 muertos, mientras que del bando indígena hubo más de 800 muertos y un número indeterminado de heridos. A este evento donde por primera vez en tierras continentales de América fueron utilizados los caballos y la artillería, se le conoce en la Historia como la Batalla de Centla.

#### Fundación de Santa María de la Victoria
Concertada la paz luego de que los nativos aceptaran ser vasallos del rey de España y profesar la fe católica, el cacique de Tabasco obsequió 20 mujeres a los capitanes españoles, entre ellas, la Malinche o Malintzin, y el 25 de marzo de 1519 , Hernán Cortés simbólicamente hacía la fundación hispana bajo el nombre de Santa María de la Victoria, que sería la primera población española en México, y averiguaba lo que más interés tenía para él: la procedencia del oro. En Tabasco escuchó por primera vez la palabra "culhúa", una tierra de oro situada "hacia donde se pone el sol". Cortés se despidió de Centla el 18 de abril de 1519, dejando en la villa a 60 soldados españoles con la finalidad de pacificar la zona.
En 1557 hacen su aparición en las costas del golfo de México, los piratas ingleses, quienes en varias ocasiones, destruyen e incendian Santa María de la Victoria, por lo que la población huyó hacia el interior de la provincia. En el año de 1604 las autoridades de la provincia cansados de los ataques piratas, comienzan a hacer gestiones ante el Virrey, para trasladar los poderes provinciales, hacia el interior del estado, y es hasta 1641, cuando por decreto del Virrey, se autoriza el cambio de los poderes de la provincia de Tabasco, de Santa María de la Victoria a San Juan Bautista (hoy Villahermosa).

### Fundación de la ciudad de Frontera
No sería si no hasta 139 años más tarde, cuando ya la amenaza de piratas ingleses, franceses y holandeses, cuando se decidió repoblar la abandonada región donde había estado la villa de Santa María de la Victoria, en el litoral del Golfo de México por los españoles, el 30 de marzo de 1780, por lo que el presbítero Tomás Helguera, encabezó la fundación lo que es hoy la ciudad y puerto de Frontera, con el nombre de San Fernando de la Frontera.

#### Fundación oficial
En 1815. previendo un ataque independentista por mar, el Gobernador de Tabasco Francisco de Heredia y Vergara, mandó levantar un plano de la barra del Grijalva desde su desembocadura al mar, hasta el pueblo nuevo de San Fernando de la Frontera, el cual fue elaborado por el primer piloto don Tomás Avendaño, y mandó a colocar artillería en el Fuerte Santa Isabel ubicado en la entrada de la barra.
En 1817 Francisco de Heredia y Vergara inició la que sería una de las obras más importantes y trascendentales, con miras a proteger la "puerta natural" de la provincia de posibles ataques insurgentes: la fundación de un pueblo al que llamó San Fernando de la Victoria. Dicho pueblo había sido fundado por el presbítero Tomás Helguera hacia 1780, sin embargo solo existían unas cuantas casas. Heredia y Vergara, lo fundó oficialmente, con el nuevo nombre de San Fernando de la Victoria, en honor al monarca español, Fernando VII y "de la Victoria" en recuerdo de Santa María de la Victoria, la primera villa fundada por Cortés en tierra firme y que llegó a ser la capital de la provincia de Tabasco.
Heredia movió el pueblo (que Helguera había situado originalmente en "Sabana Nueva") a una legua del vigía de la barra principal, considerando que esto traería muchos beneficios, entre ellos una efectiva defensa, garantizada por la población que se establecería en la entrada de la provincia, sin tener que esperar auxilio desde la capital; el comercio y los reales impuestos de su majestad saldrían también beneficiados, ya que los buques que llegaran a la barra no hallaban el más mínimo auxilio de víveres ni gente y para llegar a Villahermosa tardaban de 20 a 30 días, lo que significaban grandes obstáculos para el desarrollo de la provincia.
Al hacer las gestiones ante el virrey Juan Ruiz de Apodaca, Heredia recordó:

"Cuando entró el conquistador Hernán Cortés, se le presentaron 40 000 guerreros en la entrada del río, y ahí se fundó la primera villa española en tierra firme, que más tarde había sido capital de la provincia hasta que se despobló por los constantes ataques de piratas ingleses..."'
Francisco de Heredia y Vergara

Cuando la autoridad de la Nueva España autorizó el proyecto, este ya no era un proyecto, sino era una realidad, lo que le acarreó críticas a Heredia, por no haber cumplido primero con los trámites burocráticos de rigor como avisar a la Intendencia de Yucatán y a las autoridades Virreinales y además la Real Hacienda no contaba con los recursos solicitados por el gobernador.
En 1825 esta población estaba comprendida dentro del departamento del Centro o de la capital.
El 25 de noviembre de 1826 se le da a la población el nombre de villa y puerto de Guadalupe de la Frontera, y tres años después, el 1° de diciembre de 1829 se estableció una aduana marítima.
El 5 de diciembre de 1833, el Puerto de Frontera es atacado ferozmente por la epidemia del cólera morbo, la cual diezmó considerablemente su población, cuentan que la población aterrorizada se encerraba en sus casas y se colocaban moños negros en las casas en donde habían fallecido personas por la epidemia, mientras que moños rojos se colocaban en casas de los enfermos.

### Invasión estadounidense
El 21 de octubre de 1846 el Puerto de Frontera fue invadido por las tropas norteamericanas durante la Intervención estadounidense en Tabasco. A continuación relata los hechos el propio comandante Traconis:

"El 21 de octubre de 1846 se avistó frente a la barra de Frontera una goleta, que suponiéndola, mercante, salió en busca de ella para meterla; más al aproximarse a su bordo advirtió que era norteamericana y de guerra".

El 22 se avistaron otros buques; el 23 en la mañana entraron todos y tomaron posesión de Frontera, que se hallaba sin guarnición de ninguna clase, por lo que fue tomada fácilmente. Después, los norteamericanos enfilaron rumbo a la capital del estado San Juan Bautista, dejando un destacamento en el puerto. Posteriormente, y debido a que no pudieron tomar la capital del estado al ser derrotados en la llamada Primera Batalla de Tabasco, los norteamericanos se repliegan hacia Frontera en donde instalan un bloqueo que impide el paso de víveres y bastimientos para el estado. Después de derrotar a las fuerzas tabasqueñas en la Segunda Batalla de Tabasco los norteamericanos tomaron la capital del estado. Los norteamericanos permanecieron en la ciudad de Frontera hasta el 22 de julio de 1847 en que abandonaron definitivamente el estado de Tabasco.

### Invasión francesa
En 1863 Frontera es invadida nuevamente por un gobierno extranjero, en esta ocasión, los franceses, quienes durante la intervención francesa en Tabasco, toman el puerto el 15 de marzo y posteriormente el 18 de junio atacan la capital del estado San Juan Bautista, tomándola y apertrechándose en el edificio llamado "El Principal" de donde son desalojados por las fuerzas tabasqueñas en la batalla del 27 de febrero de 1864. Después es esto, los franceses abandonaron la capital del estado, pero instalaron puestos de control en el puerto de Frontera y en Jonuta, en donde permanecerían hasta 1866.

### El auge económico
En 1872, debido al auge económico y comercial del puerto de Frontera, durante el gobierno del Presidente Benito Juárez se inauguró el moderno edificio de la Aduana Marítima luego que "Guadalupe de la Frontera" fue nombrada puerto de altura. El auge económico que vivió Frontera principalmente entre 1870 y 1930, con el transporte y la comercialización de maderas y chicle primero, y plátano después, fue tal, que en esos tiempos acogió consulados de diversos países del mundo como España, Cuba Inglaterra, Alemania, Holanda y Estados Unidos.

### Primera vez capital del estado
El 14 de mayo de 1876 Frontera se convierte en la capital del estado, al ser tomada la ciudad de San Juan Bautista por los rebeldes seguidores del Plan de Tuxtepec, de esta forma el gobierno lerdista se instala en el puerto.

### Nombrada cabecera municipal
Desde el 21 de diciembre de 1883, según la Ley Orgánica de la División Territorial del Estado, Centla es uno de los 17 municipios de la entidad, siendo designada Guadalupe de la Frontera, como la cabecera municipal, y en 1896, esta villa es elevada a la categoría de ciudad con el nombre de Frontera.

### Segunda vez capital del estado
Durante la Revolución mexicana en Tabasco, debido a la rebelión de los seguidores del general Luis Felipe Domínguez, quienes desconocen al gobernador del estado Carlos Greene y expulsan a las autoridades tabasqueñas de la capital del estado, el vicegobernador Tomás Garrido Canabal se traslada a Frontera y la nombra "Capital de Tabasco" el 5 de septiembre de 1919. Posteriormente, los "dominguistas" atacarían el puerto de Frontera, obligando a las autoridades a trasladarse a la Barra de Santa Ana.

### Capital delahuertista de México
En 1923 estalló en el país una nueva rebelión encabezada por el general Adolfo de la Huerta y conocida como la rebelión delahuertista la cual protestaba por el apoyo del presidente Álvaro Obregón a Plutarco Elías Calles, para sucederlo en la presidencia. En Tabasco, la lucha armada se inició en el mes de diciembre cuando Fernando Segovia, José Lozano y Eustorgio Vidal, se levantaron en armas contra el gobernador de Tabasco, Tomás Garrido Canabal en el puerto de Frontera, mientras que el General Carlos Greene se unió a la rebelión delahuertista y se alzó en armas en la Chontalpa, tomando Jalapa el 23 de diciembre de 1923 y Villahermosa el 10 de febrero de 1924.
Debido a su aislamiento geográfico, Tabasco se convirtió en el reducto más seguro para los rebeldes, y considerándolo un territorio inexpugnable y dominado por sus seguidores, Adolfo de la Huerta se trasladó a Tabasco estableciendo "su gobierno" en el puerto de Frontera, al que el 20 de febrero de 1824 a través de un manifiesto declaró "Capital Delahuertista de México", y desde ahí, trató de organizar su rebelión armada en todo México.
Sin embargo, las tropas leales a Obregón fueron poco a poco doblegando a los delahuertistas quienes fueron perdiendo terreno, obligando a De la Huerta a dejar Tabasco, de donde salió el 11 de marzo rumbo a los Estados Unidos abandonando a su suerte a sus seguidores.

### Cambio de nombre del puerto
El 25 de julio de 1928, con motivo de borrar el pasado delahuertista de este puerto, se le denominó ciudad y puerto de Álvaro Obregón. Sin embargo, como el nombre nunca fue aceptado por los habitantes ni por todos los tabasqueños, el 11 de julio de 1947 se le restituyó el nombre de Frontera.

## Cronología de hechos históricos
- 1518.- 8 de junio: Juan de Grijalva descubre la desembocadura del río Tabasco y lo bautiza con su nombre.

- 9 de junio: primera misa en territorio firme de América.
- 11 de junio: Grijalva abandona el río de Tabasco y continúa su viaje por el golfo.

- 1519.- 22 de marzo: llega a la desembocadura del río Grijalva, Hernán Cortés Pizarro.
- 23 de marzo: primer combate con los nativos y toma del pueblo de Tabasco. Levantamiento de la primera acta notarial en México.
- 24 de marzo: Batalla de Centla.
- 25 de marzo: encuentro de Cortés con los caciques. Obsequian a Cortés 20 mujeres, entre ellas a La Malinche. Fundación de Santa María de la Victoria.
- 18 de abril: Cortés abandona las playas tabasqueñas dejando de recuerdo una imagen de Santa María de la Victoria.
- 1552.- 13 de julio: comparece ante Francisco de Salas, alcalde ordinario de Santa María de la Victoria, y ante Miguel de Molina, escribano público, el indio Francisco, cacique de Xicalango, para informar de sus servicios a la corona durante la conquista y pacificación de la región.
- 1539-1540.- Francisco de Montejo y León "el Mozo" se encuentra en Santa María de la Victoria, en espera de instrucciones y recursos de su padre Francisco de Montejo "el Adelantado" para partir e iniciar la conquista de Yucatán.[13]
- 1579.- 12 de mayo: los vecinos de la villa de Santa María de la Victoria se reúnen con Vasco Rodríguez, alcalde mayor, y con el escribano Hernando de Villegas, a fin de redactar las relaciones histórico-geográficas de esa región, en cumplimiento a la disposición real.
- 1780.- 30 de marzo: el presbítero Tomás Helguera funda San Fernando de la Frontera, con familias procedentes de Pueblo Nuevo de las Raíces.
- 1824.- 11 de octubre: se jura, en el puerto de San Fernando de la Frontera, la Constitución General de la República, expedida el 24 de febrero. El acto fue realizado por las tropas del coronel Francisco Hernández y refuerzos enviados al mando del coronel Antonio Fascio.
- 1826.- 23 de noviembre: el Congreso del Estado decreta el cambio de nominación de San Fernando de la Frontera por el de Guadalupe de la Frontera, en honor al primer presidente de México, Guadalupe Victoria. El decreto fue sancionado el día 25 por el vicegobernador Marcelino Margalli.
- 1829.- 12 de enero: se informa al Congreso del Estado del oficio enviado por la Secretaría de Hacienda, en el que pide se traslade la aduana marítima de San Juan Bautista a la villa y puerto de Guadalupe de Frontera.
- 24 de noviembre: en la villa de Guadalupe de Frontera, se pronuncia el jefe político Estanislao Ruiz y el comandante de las armas, Salvador Prescenda, en apoyo al golpe centralista.
- 1830.- 15 de febrero: el coronel Sebastián López de Llergo reconcentra las fuerzas federalistas en la villa y puerto de Guadalupe de Frontera.
- 1832.- 15 de julio: las tropas centralistas de José Gil Rosario huyen a Frontera luego de ser derrotadas en la capital del estado.
- 1833.- 21 de noviembre: en la villa de Frontera fue aprehendido el cabecilla centralista Evaristo Sánchez y es remitido a San Juan Bautista.
- 5 de diciembre: una epidemia de cólera morbus apareció en Frontera y mató a 605 personas.
- 20 de diciembre: llega a Frontera el famoso viajero Jean Fréderic Barón de Waldeck, en medio de una epidemia de cólera.
- 1834.- 13 de enero: el Barón de Waldeck sale de Frontera con rumbo a la capital del estado.
- 2 de mayo: regresa a Frontera el Barón de Waldeck.
- 3 de mayo: Waldeck abandona Tabasco a bordo de la goleta "La Perla".
- 1838.- 1.º de abril: el teniente Le Serrec fue comisionado por los intervencionistas franceses para entregar al cónsul francés en la villa de Guadalupe de Frontera documentos que serían entregados al gobierno de Tabasco. Esta es la única relación que se establece entre tabasqueños e intervencionistas franceses.
- 1840.- 17 de julio: el jefe de las tropas federalistas Fernando Nicolás Maldonado concentró sus fuerzas en Guadalupe de Frontera.
- 1841.- 13 de noviembre: el Congreso del Estado aprueba conceder la categoría de villa al puerto Guadalupe de Frontera.
- 1842.- 21 de mayo: se ordenó cerrar el puerto de Guadalupe de Frontera a la aduana de San Juan Bautista por el intercambio comercial de Tabasco y Yucatán.
- 1844.- 21 de marzo: Diego García solicita autorización al gobierno del estado para construir en el islote del "Buey Chico", un faro, así como un asta señal o telégrafo en la villa de Guadalupe de Frontera, para aviso de la aduana.
- 5 de mayo: un gran incendio causó graves daños en el puerto de Frontera.
- 10 de junio: fue avistada en el puerto de Frontera una goleta sospechosa, perseguida por los guardacostas, que embarrancó frente a la finca de "San Joaquín", a unos 20 kilómetros de la barra de Frontera; se capturó un importante botín de armas y municiones. La goleta había sido adquirida por el coronel Francisco de Sentmanat y Zayas en Nueva Orleans, para invadir Tabasco.
- 1846.- 21 de octubre: una escuadrilla invasora estadounidense llegó a la desembocadura del río Grijalva.
- 23 de octubre: el comodoro Matthew Perry, al frente de la escuadrilla de Estados Unidos, invade y toma el puerto de Frontera, se apropia de una goleta y de los buques mercantes "Petrira" y "Tabasqueña".
- 26 de octubre: luego de ser rechazados de la capital del estado, los invasores regresaron a Frontera.
- 2 de noviembre: salieron de Frontera los invasores norteamericanos, y dejaron dos buques en la barra para el bloqueo.
- 1848.- 28 de junio: llegaron a la villa de Guadalupe de Frontera el coronel Manuel María Escobar Rivera y el Teniente coronel Juan Duque de Estrada, para relevar en la comandancia militar de Tabasco al coronel Miguel Bruno Daza, quien en cambio les ordenó salir de puerto a riesgo de ser pasados por las armas.
- 11 de octubre: Miguel Bruno Daza, en franca rebeldía contra el gobierno, aprehende en San Juan Bautista al jefe político de Centro, Calixto Alfaro, entre otros altos funcionarios del gobierno, y los envía a Frontera con el objeto de deportarlos.
- 13 de octubre: los prisioneros son rescatados por el coronel Tomás Marín, comandante general de Tabasco.
- 1863.- 9 de marzo: el ayuntamiento de la villa de Guadalupe de Frontera se reunió para analizar el peligro de invasión franco-imperialista, levantándose un acta que firmaron las autoridades civiles, militares y vecinos de la villa, certificando el acta Tomás Ramos como secretario.
- 10 de marzo: fue tomada la villa de Guadalupe de Frontera por las fuerzas de la marina francesa.
- 1864.- 19 de enero: llegó a Frontera el general Manuel Díaz de la Vega para sustituir al jefe intervencionista Eduardo González Arévalo.
- 27 de febrero: ante la arremetida de los republicanos encabezados por el coronel Gregorio Méndez, el intervencionista Manuel Díaz de la Vega decidió abandonar la capital del estado y trasladarse al puerto de Frontera.
- 17 de marzo: el coronel Gregorio Méndez Magaña envió con 60 hombres al comandante Regino Hernández, para hostilizar a los franco traidores desde la margen izquierda del río Grijalva, frente a la villa y puerto de Guadalupe de Frontera.
- 1866.- 15 de abril: el coronel Celestino Brito con sus fuerzas republicanas se estableció en el rancho "San Román" cercano a la villa de Frontera.
- 8 de noviembre: el capitán Pablo Romero de las fuerzas republicanas al mando del coronel Pablo Méndez, se apoderó del puerto de Frontera.
- 9 de noviembre: el coronel Narciso Sáenz restableció las autoridades republicanas en el puerto de Frontera.
- 20 de noviembre: las embarcaciones imperialistas "Toumente" y "La Piquè" abandonan las aguas de Tabasco frente al puerto de Frontera.
- 1871.- 15 de septiembre: el presidente de la república, Benito Juárez, decretó el traslado de la aduana marítima, de la capital del estado al puerto de Frontera.
- 1872.- enero: hay enfrentamientos entre radicales y progresistas en varias partes del estado ("cangrejos" y "pejelagartos" les llama el pueblo); en Frontera tienen gran influencia los primeros.
- 25 de marzo: a raíz del asesinato del coronel Cornelio Castillo en el poblado de Astapa, Jalapa, hubo un levantamiento en Frontera encabezado por el capitán Francisco Oropeza, quien fue sometido por las fuerzas gobiernistas.
- 1874.- 18 de septiembre: nació en el puerto de Frontera, Andrés Calcáneo Díaz.
- 1876.- 14 de mayo.- Frontera se convierte en la capital del estado, al ser tomada la ciudad de San Juan Bautista por los rebeldes seguidores del "Plan de Tuxtepec", de esta forma el gobierno lerdista se instala en el puerto.
- 17 de mayo: el comandante Jesús Oliver Beristáin asumió la gubernatura del estado y la comandancia militar en Frontera.
- 1882.- 9 de abril: voraz incendio redujo a cenizas caserío de Frontera.
- 1886.- 16 de noviembre: la compañía limitada del Ferrocarril Mexicano del Pacífico, celebró con el gobierno federal un contrato para establecer "una vía férrea que parta del puerto de Tonalá, Chiapas, a un punto conveniente frente al puerto de Frontera, Tabasco".
- 1906.- 17 de mayo: la compañía Bushnell Line, ofreció un nuevo servicio en el magnífico y cómodo vapor "Sánchez Mármol", para hacer viajes exclusivos de recreo de San Juan Bautista a la Barra de Frontera.
- 1.º de junio: Leandro Caballero N., Francisco G. Quevedo y Félix Gutiérrez, entre otros, fundaron en Frontera la sociedad "José Eduardo de Cárdenas", para los amantes del estudio.
- 3 de julio: arriba a Frontera el velero norteamericano "Fox" trayendo "a bordo de locomotora" un carro de carga y un martinete movido a vapor de gran potencia, a solicitud de la compañía del ferrocarril central de Tabasco.
- 30 de julio: voraz incendio en Frontera destruyó 15 casas; el siniestro fue controlado "gracias al buen uso que supieron hacer de la bomba contra incendios adquirida el año pasado por el ayuntamiento".
- 1911.- 5 de mayo: inauguración en el puerto de Frontera de la biblioteca pública municipal "José Narciso Rovirosa".
- 21 de agosto: llegan a Frontera en gira proselitista los candidatos Francisco I. Madero y José María Pino Suárez.
- 1912.- Tabasco queda dividido en tres distritos electorales, el segundo tiene como cabecera el puerto de Frontera. El Congreso del Estado da a conocer la aprobación federal del contrato celebrado el 20 de noviembre de 1911 entre el ingeniero Manuel Bonilla, secretario de estado y encargado del despacho de Comunicaciones y Obras Públicas, en representación del ejecutivo de la unión, y el señor Charles August Hodgkin, como apoderado de la North American Dresding Company of Texas, para la ejecución de las obras en el puente de Frontera, Tabasco. Los diputados firmantes fueron: J. N. Macías y José María Pino Suárez, del Congreso de la Unión.
- 12 de abril: el presidente Francisco I. Madero ordena que se inicien los trabajos de apertura del canal de Frontera.
- 2 de julio: Pedro Padilla, secundando el movimiento orozquista contra Madero, se levanta en armas en el puerto de Frontera, sin ser combatido por el jefe político Calixto Merino.
- 1918.- 10 de agosto: aparece en Frontera el periódico El Boletín del Progreso, órgano de la comisión de propaganda de las obras del puerto.
- 1919.- 5 de septiembre: El vicegobernador Tomás Garrido Canabal nombra a Frontera capital del estado, debido a la rebelión de los seguidores del general Luis Felipe Domínguez, quienes desconociendo al gobernador Carlos Greene toman la capital San Juan Bautista y expulsan a las autoridades tabasqueñas.
- 1924.-20 de febrero: El general Adolfo de la Huerta por medio de un manifiesto nombra a Frontera "Capital delahuertista de México", y desde aquí trata de organizar su rebelión armada en todo México.
- 10 de marzo: Adolfo de la Huerta salió del puerto de Frontera rumbo a los EE. UU. abandonando la llamada rebelión sin cabeza.
- 15 de junio: en la aduana de Frontera es exhibido el cuerpo putrefacto del general Salvador Alvarado, último bastión del delahuertismo en México.
- 18 de junio: el congreso del estado convoca a la XXVIII legislatura para un período extraordinario de sesiones para tratar entre otras cosas, el traslado de los poderes del Estado al puerto de Frontera, Centla.
- 1925.- 26 de mayo: se inicia en Frontera el primer congreso obrero regional.
- 4 de junio: clausura del congreso obrero regional y constitución del código obrero.
- 1928.--25 de julio: por el decreto de la XXX Legislatura Local se cambia el nombre de la ciudad y puerto de Frontera por el de Álvaro Obregón.
- 1931.- 28 de noviembre: inauguración en el puerto Álvaro Obregón de la gran feria ganadera y de productos agrícolas e industriales.
- 1947.- 11 de julio: por decreto la XXXIX Legislatura local, se restituye el nombre de Frontera a la Ciudad y Puerto Álvaro Obregón.
- 1955.- 19 de marzo: un motín presuntamente encabezado por el capitán Ignacio J. de la Cruz, incendia el palacio municipal.
- 1960.- inauguración de la carretera Circuito del Golfo.
- 1978.- 3 de octubre: a consecuencia de un accidente automovilístico falleció la alcaldesa, profesora María del Carmen Paredes Saldívar.
- 1986.- 2 de febrero: se abrió al tránsito el puente de Frontera. El cabildo de Centla, encabezado por el alcalde Julio César Vidal Pérez, en bando solemne, declara este como el "Día de la integración de Centla".
- 1995.- En los meses de septiembre y octubre debido a las fuertes lluvias provocadas por los huracanes "Opal" y "Roxane", se desborda el río Grijalva inundando la ciudad de Frontera.
- 1998.- En enero de 1998, fue inaugurado por el gobernador Lic. Roberto Madrazo Pintado, el nuevo parque Quintín Aráuz.
- 1999.- Fue inaugurada la carretera pavimentada  Frontera-Jonuta.
- 2000.- Al iniciarse el año 2000 fue inaugurada la radiofusora local XEFRO (Frontera) 1320 A.M. de su radio.
- 2016.- Fue inaugurada la nueva unidad deportiva ubicada en las calles Felipe J. Serra, Independencia y Sánchez Magallanes.
- 2017.- Se sintió un sismo el 7 de septiembre a las 11:49 p. m. sin dejar daños materiales y perdidas humanas.
- 2023.- Frontera es nombrado pueblo mágico.

## Demografía
Cuenta con 23 024 habitantes lo que representa un incremento promedio de 0.10% anual en el período 2010-2020 sobre la base de los 22 795 habitantes registrados en el censo anterior. Ocupa una superficie de 4.952 km², lo que determina al año 2020 una densidad de 4650 hab/km².
| Gráfica de evolución demográfica de Frontera entre 2000 y 2020    |
|                                                                   |
| Fuente: Instituto Nacional de Estadística Geografía e Informática |

La población de Frontera está mayoritariamente alfabetizada (2.17% de personas analfabetas al año 2020) con un grado de escolarización algo superior a los 10.5 años. El 2.10% de la población es indígena.

## Clima
El clima es tropical y húmedo con abundantes lluvias en verano; con una temperatura máxima promedio de 36 °C, y la mínima promedio de 25 °C, registrándose la más alta en el mes de mayo, y la mínima en los meses de diciembre y enero.
El régimen de precipitaciones se caracteriza por un total de caída de agua de 1,695.7 mm, con un promedio máximo mensual de 35.74 ml en el mes de septiembre y octubre, y una mínima mensual de 10.04 ml en mes de abril y mayo.
Las mayores velocidades del viento se concentran en los meses de octubre y noviembre con velocidades que alcanzan los 41 km/h, presentándose en junio las menores, con velocidad de 28 km/h.

## Urbanismo
La ciudad y puerto de Frontera cuenta con la gran mayoría de sus calles completamente pavimentadas con concreto, además existe el muelle fiscal con una aduana marítima.
El puerto tiene todos los servicios: energía eléctrica, agua potable, drenaje, telefonía fija, red de telefonía celular, mercado público, parques, terminal de autobuses, taxis, estaciones de gasolina, franquicias de comida rápida, entre otros.
La carretera federal 180 Villahermosa - Ciudad del Carmen, atraviesa la ciudad de Frontera entre los kilómetros 78 y 81, se propone en unos años, crear un libramiento carretero de 2 a 4 carriles.
Las principales arterias son la Calle Grijalva y Pino Suárez.
De acuerdo con los datos del XIII Censo General de Población y Vivienda 2010 del INEGI, la ciudad para el año 2010 tuvo un total de 22,795 habitantes.

### Comercio
Está representado principalmente por mercerías, tiendas de abarrotes, supermercados, tiendas de productos y artes de pesca, misceláneas, papelerías, mercado público, empresas que dan servicio de carga y descarga de barcos en el puerto fiscal, tlapalerías, entre otros.

### Servicios públicos
En el municipio se prestan los servicios de energía eléctrica, agua potable, alumbrado público, seguridad pública y tránsito, servicio de limpia, mercado, pavimentación, mantenimiento de drenaje, panteón, rastros, paseos y jardines.
El Ayuntamiento administra los servicios de parques y jardines, mercados, limpia, unidades deportivas recreativas, panteones entre otros.

### Deportes
Hay una unidad deportiva donde pueden practicarse la mayoría de las disciplinas deportivas a nivel popular como voleibol, básquetbol, béisbol y futbol. En los centros de desarrollo regional existen canchas de usos múltiples.

### Colonias
- Centro
- Jacobo Nazar
- Deportiva
- Guanal
- Nueva Frontera
- Arenal
- Leonardo Rovirosa
- Nueva Alianza
- Ulises García
- Quinta María
- Grijalva 1
- Grijalva 2
- Naval
- Infonavit
- Siglo XXI
- Socialista

## Medios de comunicación

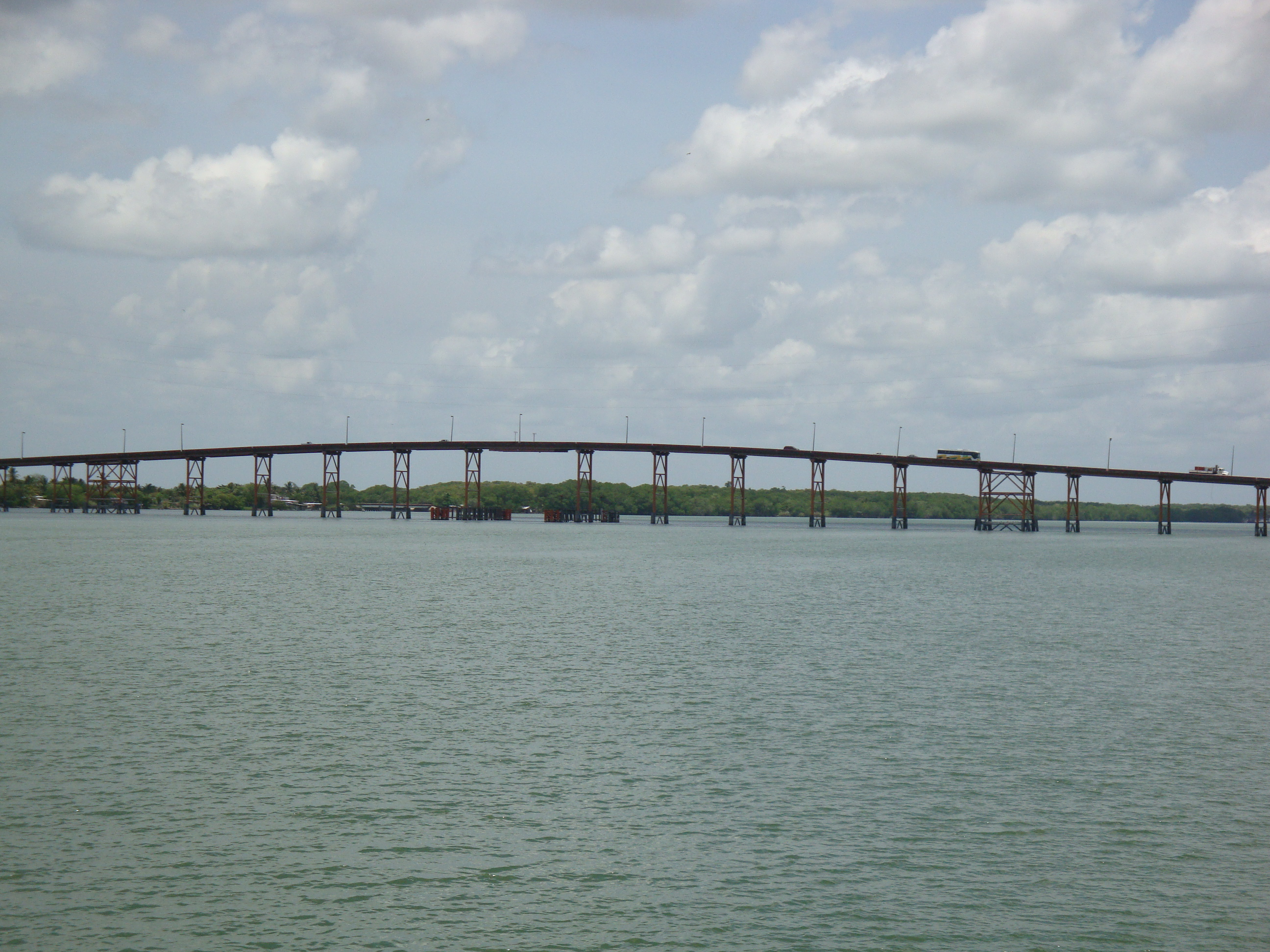
"Puente Frontera" inaugurado el 2 de febrero de 1986, comunica en forma permanente al Puerto de Frontera. Por él, cruza la carretera federal Villahermosa-Mérida-Cancún.

Se edita en el municipio un periódico y se recibe además información a través de estaciones de radio y periódicos de la capital del estado; se reciben señales de televisión con cobertura estatal y nacional. Cuenta además con sistemas de Televisión restringida, Tele Cable de Centla y Redes de Tabasco, la primera con capital económico de un empresario del municipio y la segunda con capital de foráneos. Ambas cuentan con canal propio (TVQ y Red 51) para la difusión de noticieros, programas culturales, de entretenimiento, etcétera.
Se cuenta con una terminal de autobuses privada de primera clase, 9 oficinas postales, 2 administraciones y 8 expendios ubicados en pequeños comercios e instituciones públicas, 2 oficinas de telégrafos, telefonía particular, telefonía automática rural y radio telefonía.

## Vías de comunicación
A Frontera se puede arribar por carretera, mar y vía fluvial.
En la totalidad de la red carretera que hay en el municipio se han construido 22 puentes vehiculares. Las principales carreteras por las que se puede llegar a Frontera son:
- Carretera Federal Núm. 180 llamada "Circuito del Golfo" Villahermosa - Cd. del Carmen - Mérida
- Carretera estatal Jonuta – Frontera
- Carretera Paraíso - Santa Cruz y de ahí tomar la carretera federal 180 Villahermosa - Cd. del Carmen

## Actividades económicas
En 2009 Petróleos Mexicanos (Pemex) anunció el descubrimiento de un yacimiento petrolero en Tabasco. Posteriormente se produjeron nuevos hallazgos en la zona, emplazada a unos 15 kilómetros del Puerto de Frontera. En 2020 se anunció que en la zona se establecerían el centro de operaciones y las instalaciones para la logística del proyecto petrolero.

## Industria
Se elaboran productos con pieles de bovino, serpientes, lagarto, nutria y tiburón. Hay además talleres de reparación de embarcaciones.

## Pesca
Esta actividad es la más importante en el municipio ya que tiene 80 km de litoral, el puerto representa el polo pesquero más importante del estado. Las especies con mayor demanda son: pigua, camarón, róbalo y mojarra.

## Turismo

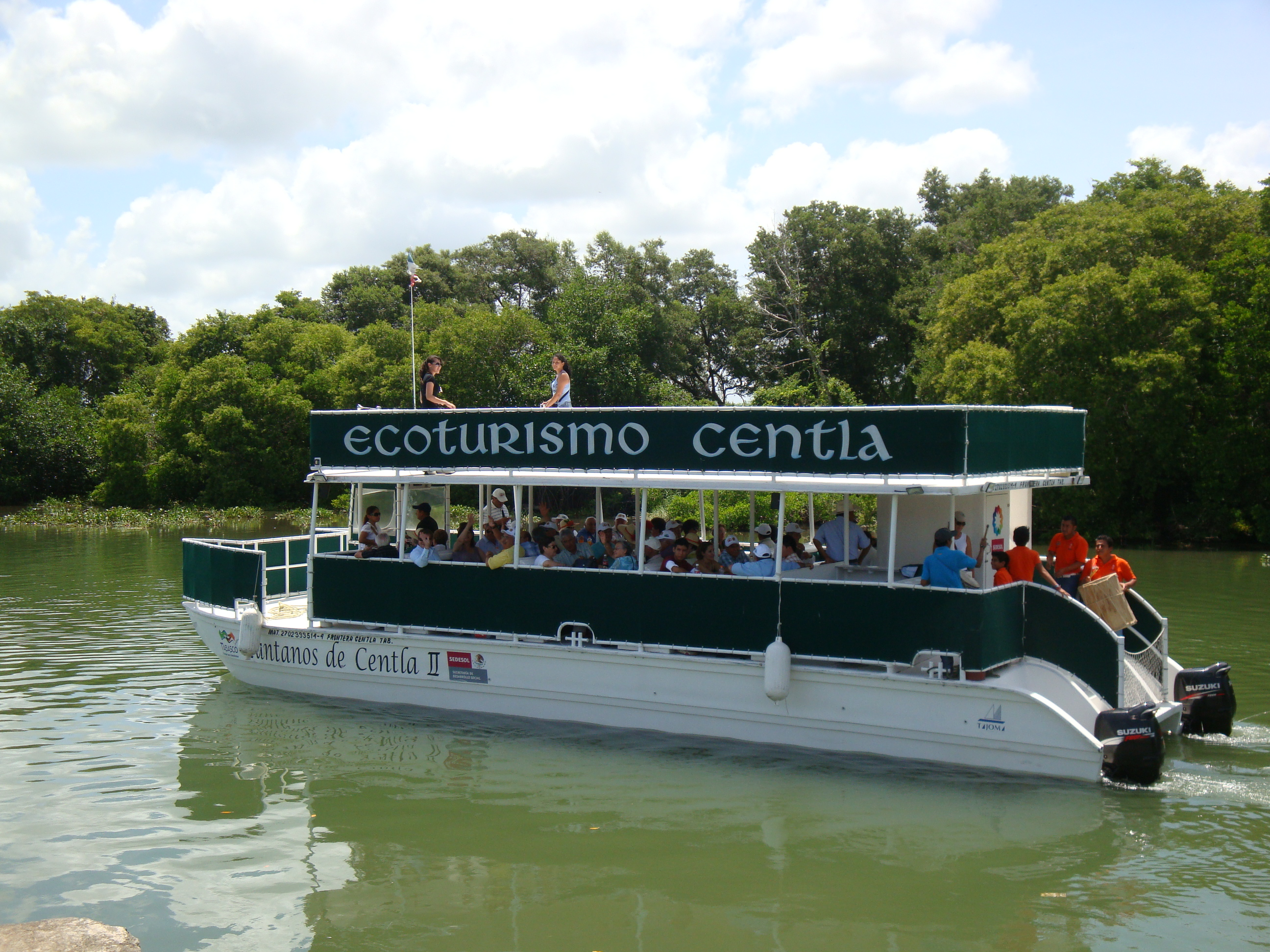
Catamarán turístico que hace el recorrido del puerto de Frontera hacia los Pantanos de Centla.

Por sus condiciones naturales la ciudad cuenta con la playa el Bosque. Aunque en las cercanías, existen otras playas como: Miramar, Playa Azul, La Estrella, Pico de Oro, Boquerón y La Victoria.
En lo referente al ecoturismo, a 30 km del puerto de Frontera, se localiza la estación "Tres Brazos", dentro de la Reserva de la Biosfera Pantanos de Centla en donde existe el museo-temático "La casa del agua", cabañas, restaurantes, torre - mirador y servicios de lanchas para recorrer la reserva.

### Pueblo Mágico
La ciudad de Frontera obtuvo su denominación como Pueblo Mágico el 26 de junio de 2023, gracias a que cuenta entre sus principales atractivos, el edificio de la Aduana Marítima inaugurada por el presidente Benito Juárez en 1871, siendo la aduana más antigua, de todo México y el primer edificio construido ex profeso, para hacer Aduana,  la iglesia de Nuestra Señora de Guadalupe, el Parque Central Quintín Arauz, así como diversas casas y edificios del siglo XIX, además de contar con una rica y variada gastronomía dentro de las que destacan el ceviche blanco, el pan de riñón y el famoso queso de puerco, y sus atractivos naturales cercanos.

## Comercio
Tiendas de abarrotes, alimentos, calzado, vestido, mueblerías, electrodomésticos, ferretería, materiales de construcción, refacciones para automóviles, libros, bebidas, cuenta también con bancos, preparación de alimentos, transporte, farmacia, refaccionarias, almacenes de ropa, mueblerías, papelerías y supermercados.

## Atractivos culturales y turísticos

### Monumentos históricos
En la cabecera municipal, se encuentran los siguientes:
- Edificio de la Aduana Marítima Inaugurada en 1871.
- Iglesia de Santa María de Guadalupe
- Biblioteca Municipal José Ezequiel Cortázar Maldonado[21]
- Casa de Cultura Municipal de Centla Profa. María del Carmen Pérez Saldivar
- Museo de la Navegación Lic. Jorge Priego Martínez
- Parque Central Quintín Arauz
- Monumento a la Madre
- Monumento a Hidalgo
- Monumento a Benito Juárez
- Monumento a la Malinche
- Monumento al Soldado Desconocido
- Restaurante El Conquistador
- Cañón Doña Fidencia
- Iglesia de la Virgen de Guadalupe: su portada es de un solo cuerpo, en el que se encuentra el acceso y dos nichos laterales con arcos ojivales; el remate es un frontón en voladizo y un rosetón central; flanquean esta fachada dos grandes torres de planta cuadrada de dos cuerpos; el primero aloja las campanas y tiene ventanas de arcos ojival en ajímez; el segundo, de menor dimensión y altura, tiene 3 vanos ojivales por lado; ambos cuerpos muestran pináculos en las esquinas; el remate lo constituyen sendas agujas con una cruz que las corona. La planta es de tres naves, separadas por columnas ochavadas que sostienen arcadas ojivales; la central está cubierta con bóveda ojival corrida y lunetos, las laterales presentan losas planas y los muros ventanas ojivales.
- Parque Central Quintín Aráuz: centro de reunión social de la población, cuenta con andadores, área arbolada, plaza cívica y cancha de básquetbol; tiene un hemiciclo dedicado a Quintín Aráuz, mártir del socialismo, cuyo busto ocupa el sitio de honor en la Plaza de los Trabajadores; en la parte central del parque, se halla una plaza con una fuente a la cual se ingresa a través de arcadas sobre columnas; este parque tiene, además, monumentos a la Madre, a la Primera Batalla contra el Conquistador Español, al Soldado Desconocido y un obelisco al Padre de la Patria; cuenta también con pista de patinaje y juegos infantiles.
- Hotel San Agustín: es una obra de fines del siglo XIX, de dos niveles, con esquina achaflanada; en la planta baja los dos paramentos se dividen en paneles por medio de pilastras lisas y la puerta de acceso en la esquina; remata este cuerpo un cornisamento sencillo con ornamentación de rosas y una fila de ménsulas que sostienen los balcones de la planta alta, en la que se repiten los paneles divididos por columnas de media muestra; las ventanas son adinteladas y enmarcadas, el remate es un frisco con triglifos y metopas y pináculos sobre cada columna. La casa fue mandada a construir por Jacinta Garrido Canabal, hermana del entonces gobernador de Tabasco Tomás Garrido Canabal.

## Fiestas y tradiciones
- Feria Municipal: última semana de mayo
- Día de la Marina: 1 de junio
- Feria de la Naranja: 1-8 de septiembre
- Señor de Tila : Corpus Christi
- Fiesta Patronal Nuestra Señora de Guadalupe : 1-12 de diciembre
- Festival de la Jaiba: en julio